# Karel Makoň
Karel Makoň (12. prosince 1912 Plzeň – 24. října 1993 Plzeň) byl český mystik. 
Pro duchovní cestu se rozhodl v 17 letech, ale základní duchovní zážitek měl až na konci studií ekonomie poté, když byl 17. listopadu 1939 spolu s dalšími studenty zatčen a odvezen do koncentračního tábora Sachsenhausen. Zde prožil duchovní zážitek, který předznamenal jeho budoucí dráhu.
Roku 1945 se oženil a stal se středoškolským profesorem, údajně velmi oblíbeným. Působil nejprve ve Zlíně a od roku 1960 v Plzni. Tam také 24. října 1993 zemřel.

## Dílo
Slabikář na cestu životem (1991)
Umění následovat Krista (1992)
Odkrytá moudrost starých pravd (1992)
Utrpení a láska (1995)
Blahoslavenství (1999) 
Otčenáš (1999)
Veškeré jeho dílo je beznadějně rozebráno a dotisky nejsou plánovány. Řada děl je přístupná on-line na adrese: http://www.makon.cz/dilo.html